# 자야 (사람)
자야(子野, ? ~ 기원전 542년)는 노나라(魯)의 군주이다. 성은 희(姬), 이름은 야(野)이다. 양공(襄公)의 장남으로, 소공(昭公)과 정공(定公)의 형, 어머니는 경귀(敬歸)이다.

## 생애
기원전 542년 6월 28일, 양공이 세상을 떠나자 노나라는 자야를 옹립한다. 7월 11일 자야는 애통함이 지나쳐 죽는다.
노나라 사람들은 경귀의 동생 제귀(齊歸)의 아들인 노 소공을 옹립한다.